# Seis días de París
Los Seis días de París fue una carrera de ciclismo en pista, de la modalidad de seis días, que se disputaba en París. Su primera edición data de 1913 y duró hasta el 1958, con los paréntesis de las guerras mundiales. En 1984 se intentó volver a disputar, pero solo duró hasta 1989. En el primer período las pruebas se corrían en el Vélodrome d'Hiver y en la segunda etapa en el Palais Omnisports de Paris-Bercy.

## Palmarés
| Año        | Ganadores                                            | Segundos                                            | Terceros                                            |
| ---------- | ---------------------------------------------------- | --------------------------------------------------- | --------------------------------------------------- |
| 1913       | Alfred Goullet Joe Fogler                            | Victor Dupré Octave Lapize                          | Robert Walthour Georges Wiley                       |
| 1914       | Léon Hourlier Léon Comès                             | Alfred Goullet Alfred Grenda                        | André Perchicot Oscar Egg                           |
| 1915-1920  | ediciones no realizadas                              |                                                     |                                                     |
| 1921       | Oscar Egg Georges Sérès                              | Émile Aerts Alfons Spiessens                        | Marcel Dupuy Jules Miquel                           |
| 1922       | Émile Aerts Georges Sérès                            | Alfred Grenda Reginald McNamara                     | Alfred Beyl Louis Billard                           |
| 1923       | Piet van Kempen Oscar Egg                            | Jean Chardon Georges Vandenhove                     | Aloïs Persyn Pierre Vandevelde                      |
| 1924       | Émile Aerts Georges Sérès                            | Maurice Brocco César Debaets                        | Charles Deruyter Pierre Sergent                     |
| 1925       | Piet van Kempen Alfred Beyl                          | Oscar Egg Lucien Louet                              | Maurice Dewolf Henri Stockelynck                    |
| 1926       | Charles Lacquehay Georges Wambst                     | André Marcot Etienne Putzeis                        | Maurice Dewolf Henri Stockelynck                    |
| 1927       | Émile Aerts Reginald McNamara                        | Georges Vandenhove René Vandenhove                  | Henri Aerts Noël Duvivier                           |
| 1928 (abr) | Charles Lacquehay Georges Wambst                     | Gabriel Marcillac Georges Faudet                    | Piet van Kempen André Raynaud                       |
| 1928 (ago) | Onésime Boucheron Alessandro Tonani                  | Lucien Choury Louis Fabre                           | Hubert Opperman François Urago                      |
| 1929       | André Raynaud Octave Dayen                           | Costante Girardengo Pietro Linari                   | Georges Faudet Lucien Louet                         |
| 1930       | Charles Pélissier Armand Blanchonnet                 | Harry Horan Paul Buschenhagen                       | Lucien Choury Louis Fabre                           |
| 1931       | Pietro Linari Alfredo Dinale                         | Piet van Kempen Jan Pijnenburg                      | Georges Coupry Onésime Boucheron                    |
| 1932       | Piet van Kempen Jan Pijnenburg                       | Adolphe Charlier Roger Deneef                       | Georges Wambst Paul Broccardo                       |
| 1933       | Paul Broccardo Marcel Guimbretiere                   | Jan Pijnenburg Cor Wals                             | Pietro Linari Learco Guerra                         |
| 1934       | Jan Pijnenburg Cor Wals                              | Jean Aerts Adolphe Charlier                         | Albert Buysse Roger Deneef                          |
| 1935 (mar) | Paul Broccardo Marcel Guimbretiere                   | Jan Pijnenburg Cor Wals                             | Adolphe Charlier Roger Deneef                       |
| 1935 (nov) | Maurice Archambaud Roger Lapébie                     | Learco Guerra Giuseppe Olmo                         | Romain Maes Sylvère Maes                            |
| 1936       | Kees Pellenaars Adolf Schön                          | Emile Ignat Emile Diot                              | Maurice Archambaud Roger Lapébie                    |
| 1937       | Cor Wals Albert Billiet                              | Learco Guerra Raffaele Di Paco                      | Arthur Sérès René Bouchard                          |
| 1938       | Karel Kaers Albert Billiet                           | Emile Ignat Emile Diot                              | Jan Pijnenburg Cor Wals                             |
| 1939       | Albert Buysse Albert Billiet                         | René Bouchard Kees Pellenaars                       | Dirk Groenewegen Camiel Dekuysscher                 |
| 1940-1945  | ediciones no realizadas                              |                                                     |                                                     |
| 1946       | Gerrit Schulte Gerrit Boeyen                         | Arthur Sérès Guy Lapébie                            | Achiel Bruneel Omer De Bruycker                     |
| 1947       | Achiel Bruneel Robert Naeye                          | Hans Knecht Ferdinand Kübler                        | Jacques Girard Raymond Louviot                      |
| 1948       | Arthur Sérès Guy Lapébie                             | Gerrit Schulte Gerrit Boeyen                        | Albert Bruylandt René Adriaenssens                  |
| 1949       | Guy Lapébie Achiel Bruneel                           | Albert Bruylandt René Adriaenssens                  | Marcel Kint Rik Van Steenbergen                     |
| 1950       | Gerrit Schulte Gerrit Peters                         | Guy Lapébie Achiel Bruneel                          | Hugo Koblet Armin von Büren                         |
| 1951       | Albert Bruylandt René Adriaenssens                   | Achiel Bruneel Josef De Beuckelaer                  | Raymond Goussot Rik Van Steenbergen                 |
| 1952       | Achiel Bruneel Rik Van Steenbergen                   | Gerrit Schulte Gerrit Peters                        | Alfred Strom Reginald Arnold                        |
| 1953       | Gerrit Schulte Gerrit Peters                         | Achiel Bruneel Rik Van Steenbergen                  | Oscar Plattner hans Hörmann                         |
| 1954       | Roger Godeau Georges Senfftleben                     | Lucien Gillen Ferdinando Terruzzi                   | Émile Carrara Dominique Forlini                     |
| 1955       | Reginald Arnold Sydney Patterson Russell Mockridge   | Gerrit Schulte Gerrit Peters Jan Derksen            | Emile Severeyns Paul Depaepe Léon Van Daele         |
| 1956       | Oscar Plattner Jean Roth Walter Bücher               | Lucien Acou Léon Van Daele Arsène Rijkaert          | Georges Senfftleben Pierre Michel Dominique Forlini |
| 1957       | Jacques Anquetil André Darrigade Ferdinando Terruzzi | Louison Bobet Georges Senfftleben Dominique Forlini | Willy Vannitsen Léon Van Daele Alfred De Bruyne     |
| 1958       | Jacques Anquetil André Darrigade Ferdinando Terruzzi | Émile Carrara Georges Senfftleben Mino De Rossi     | Pierre Brun Dominique Forlini Jean Forestier        |
| 1959-1983  | ediciones no realizadas                              |                                                     |                                                     |
| 1984 (feb) | Bernard Vallet Gert Frank                            | Francesco Moser Dietrich Thurau                     | Constant Tourné Etienne De Wilde                    |
| 1984 (nov) | René Pijnen Francesco Moser                          | Gert Frank Bernard Vallet                           | Danny Clark Gary Wiggins                            |
| 1985       | Etienne De Wilde Constant Tourné                     | Anthony Doyle Stephen Roche                         | Gert Frank Bernard Vallet                           |
| 1986       | Danny Clark Bernard Vallet                           | Anthony Doyle Charly Mottet                         | Guido Bontempi Francesco Moser                      |
| 1987       | edición no realizada                                 |                                                     |                                                     |
| 1988       | Danny Clark Anthony Doyle                            | Pierangelo Bincoletto Francesco Moser               | Laurent Biondi Bernard Vallet                       |
| 1989       | Charly Mottet Etienne De Wilde                       | Urs Freuler Laurent Fignon                          | Pierangelo Bincoletto Adriano Baffi                 |